# Neivamyrmex macrodentatus
Neivamyrmex macrodentatus es una especie de hormiga guerrera del género Neivamyrmex, subfamilia Dorylinae. Esta especie fue descrita científicamente por Menozzi en 1931.
Se encuentra en Costa Rica y Guatemala.